# Wasserstraße 71 (Stralsund)

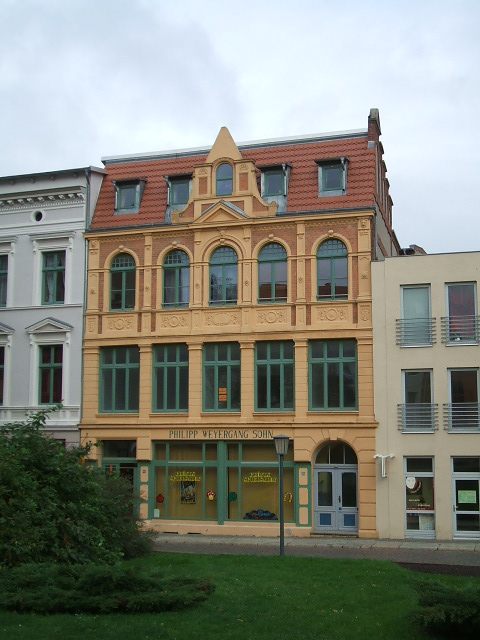
Das Haus Wasserstraße 71 in Stralsund (2006)

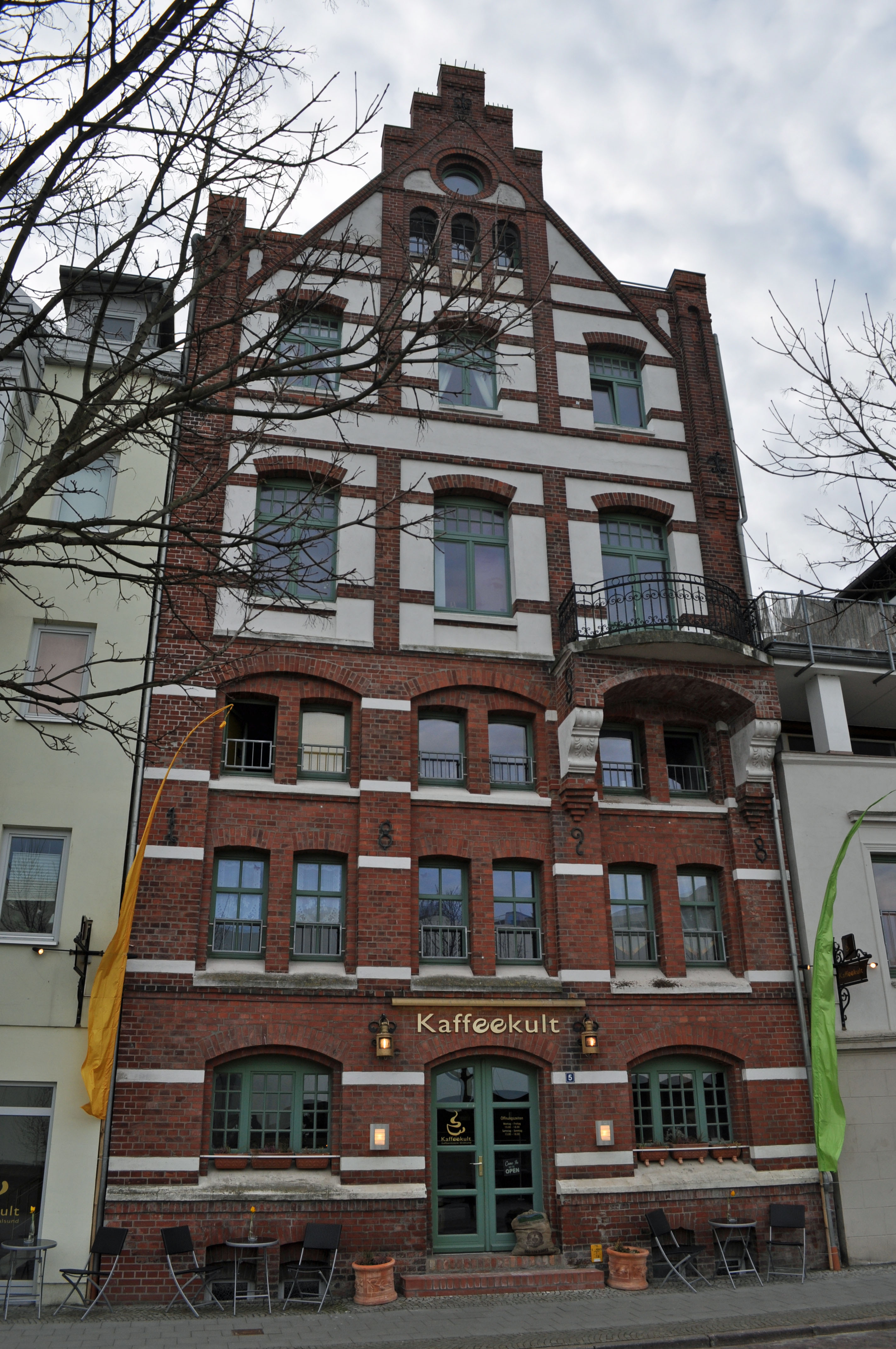
Das Haus Am Fischmarkt 5 (2012)

Das Gebäude mit der postalischen Adresse Wasserstraße 71 ist ein denkmalgeschütztes Bauwerk in der Wasserstraße in Stralsund.
Das dreigeschossige und fünfachsige Vorderhaus der tiefen Bebauung zwischen Wasserstraße und Am Fischmarkt wurde im Jahr 1898 errichtet.
Die größtenteils verputzte, einzig im zweiten Obergeschoss ziegelsichtige Fassade ist im Stil der Neorenaissance gestaltet.
Im Erdgeschoss ist in der äußeren Achse ein Rundbogen-Portal zu sehen, das mit Rustika gerahmt ist. Im ersten Obergeschoss sind zwischen den großen Fenstern genutete Pilaster ausgeführt. Das zweite Obergeschoss weist besonders aufwändige Schmuckelemente auf: Die rundbogigen Fenster sind von Pilastern eingefasst, Brüstungsfelder mit reicher Stuckornamentik prägen dieses Geschoss.
Das Fenster in der mittleren Achse im zweiten Obergeschoss besitzt eine dreieckige Verdachung über der Traufe, gekrönt wird die mittlere Achse von einem Zwerchhaus.
Das Haus liegt im Kerngebiet des von der UNESCO als Weltkulturerbe anerkannten Stadtgebietes des Kulturgutes „Historische Altstädte Stralsund und Wismar“. In die Liste der Baudenkmale in Stralsund ist es mit der Nummer 793 eingetragen.
Das zugehörige Hintergebäude mit der Adresse Am Fischmarkt 5 ist fünfgeschossig ausgeführt. Die drei unteren Geschosse sind ziegelsichtig gestaltet, die beiden oberen Geschosse putzsichtig mit Ziegelgliederung. Ein Dreiecksgiebel mit gestaffeltem Aufsatz schließt das Hintergebäude ab.